# Phalops inermis
Phalops inermis là một loài bọ cánh cứng trong họ Bọ hung (Scarabaeidae).